# 新埃蒙斯菌属
新埃蒙斯菌属（学名：Emergomyces）是阿耶洛双态菌科的一个属，起初被归类于埃蒙斯菌属，  2018年种系基因组学分析发现该种无法归类与其它属，遂以黏贴埃蒙斯菌为模式种建立新埃蒙斯菌属。 与其它阿耶洛双态菌科成员一样，本属为典型的双态性真菌。
黏贴新埃蒙斯菌最初由法国学者Drouhet等于1998年从一位意大利艾滋病患者皮肤组织中分离培养， 通用名Emergomyces来自拉丁字根emerg（意为“新出现”）和myc（意为“真菌”），pasteuriana的拉丁语意思为“黏体”。《MycoBank》（2020年）确认在阿耶洛双态菌科。
黏贴新埃蒙斯菌在24°C MEA培养基上菌丝体呈白色，由透明菌丝组成。分生孢子柄短，纤细，无分枝，由菌丝的狭窄部位以直角分出，尖端稍膨大。在短而细的花梗上生有1–3（最多8）的分生孢子。有些孢子无明显花梗，直接沿菌丝分布。分生孢子近乎透明，薄壁，单细胞，亚球状，大小2–3×3–4 μm。在37°C培养时，出芽细胞呈椭圆形，长2–4 μm，大多数从细胞的窄基部位出芽，少数从宽基部位出芽。

## 下属物种
本属包括以下物种：
- 非洲新埃蒙斯菌 Emergomyces africanus Dukik, C.Kenyon, Govender, I.S.Schwartz & de Hoog
- 加拿大新埃蒙斯菌 Emergomyces canadensis Y.P.Jiang, Sigler & de Hoog
- 欧洲新埃蒙斯菌 Emergomyces europaeus Y.P.Jiang, Sigler & de Hoog
- 东方新埃蒙斯菌 Emergomyces orientalis P.Wang, Y.C.Xu & H.W.Fan
- 黏贴新埃蒙斯菌 Emergomyces pasteurianus (Drouhet, E.Guého & Gori) Dukik, Sigler & de Hoog